# Apatelodes castanea
Apatelodes castanea is een vlinder uit de familie van de Apatelodidae. De wetenschappelijke naam van de soort werd als Hygrochroa castanea in 1908 gepubliceerd door Edward Dukinfield Jones.